# Eva und Adam (Fernsehserie)
Eva und Adam ist eine schwedische Kinderserie, die von 1999 bis 2001 gedreht wurde. Sie besteht aus zwei Staffeln mit jeweils acht Folgen. In Deutschland läuft die Serie auf dem Kinderkanal. In Schweden entstand Eva und Adam in den frühen 1990er-Jahren nach einer gleichnamigen Comicserie, die allerdings in Deutschland bisher nicht erschienen ist. Nach der Serie wurde ein Film mit den gleichen Darstellern unter dem Titel Eva und Adam – Vier Geburtstage und ein Fiasko (2001) gedreht. Im Jahr 2021 entstand eine Neuauflage der Serie.

## Running Gags
- Fast alle Folgen beginnen damit, dass Eva und Adam sich im Bad für die Schule fertig machen.
- In fast allen Folgen ist die erste Szene nach dem Vorspann der Aufruf der Lehrerin „Ruhe in der Klasse“. Dabei ist eine Großaufnahme des Mundes der Lehrerin zu sehen.
- Jonte hat während des Unterrichts immer eine Strickmütze auf und wird jedes Mal dazu aufgefordert sie abzusetzen.
- Sobald eine Szene in den Park wechselt, ist im Hintergrund ein verliebtes Paar auf einer Parkbank zu sehen.

## Auszeichnung
Beim Nordischen Kinder- und Jugend-Fernsehfestival erhielt die Serie Eva und Adam eine Auszeichnung als beste skandinavische Fernsehserie.